# لانگه‌ریس
لانگه‌ریس (به هلندی: Langereis) یک منطقهٔ مسکونی در هلند است که در Hollands Kroon واقع شده‌است. لانگه‌ریس ۲۵۰ نفر جمعیت دارد.